# 親衛隊第29師 (義大利)
親衛隊第29武裝擲彈兵師（義大利第1師）（德語：29. Waffen-Grenadier-Division der SS (italienische Nr. 1)）是納粹德國武裝親衛隊的一個步兵師，由義大利社會共和國以義大利志願者組成。1945年4月30日，該師向美軍投降。